# Вімблдонський турнір 2004
Вімблдонський турнір 2004 — тенісний турнір, що проходив на трав'яних тенісних кортах Всеанглійського клубу лаун-тенісу і крокету з 21 червня по 4 липня. Це був третій турнір Великого шолома 2004 року.

## Фіналісти та переможці
Чоловіки, одиночний розряд
 Роджер Федерер переміг  Енді Роддіка, 4–6, 7–5, 7–6(3), 6–4
Це була друга перемога на Вімблдоні для Роджера Федерера й загалом третя перемога на турнірах Великого шолома.
Жінки, одиночний розряд
 Марія Шарапова перемогла  Серену Вільямс, 6–1, 6–4
17-річна Марія Шарапова перемогла в турнірі Великого шолома вперше.
Чоловіки, парний розряд
 Йонас Бйоркман /  Тодд Вудбрідж перемогли пару  Юліан Ноул /  Ненад Зімоньїч, 6–1, 6–4, 4–6, 6–4
Жінки, парний розряд
 Кара Блек /  Ренне Стаббс перемогли пару  Лізель Губер /  Суґіяма Ай, 6–3, 7–6(5)
Мікст
 Вейн Блек /  Кара Блек перемогли пару  Тодд Вудбрідж /  Алісія Молік, 3–6, 7–6(8), 6–4

### Юніори
Хлопці, одиночний розряд
 Гаель Монфіс переміг  Майлза Касірі, 7–5, 7–6(6) 
Дівчата, одиночний розряд
 Катерина Бондаренко перемогла  Ану Іванович, 6–4, 6–7(2), 6–2
Хлопці, парний розряд
 Брендан Еванс /  Скотт Удсема перемогли пару  Робін Гаасе /  Віктор Троїцький, 6–4, 6–4
Дівчата, парний розряд
 Вікторія Азаренко /  Ольга Говорцова перемогли пару  Марина Еракович /  Моніка Нікулеску, 6–4, 3–6, 6–4